# Dobkowice (województwo dolnośląskie)
Dobkowice – wieś w Polsce położona w województwie dolnośląskim, w powiecie wrocławskim, w gminie Kobierzyce.

## Podział administracyjny
W latach 1975–1998 miejscowość administracyjnie należała do województwa wrocławskiego.

## Nazwa
Nazwa jest prawdopodobnie nazwą patronimiczną i wywodzi się od imienia Dobek derywatu staropolskiego imienia męskiego "Dobiesława". Złożone jest ono z dwóch członów Dobie- („stosowny, zdatny” albo „waleczny, dzielny”) i -sław („sława”) oznaczającego „cieszący się słuszną sławą”, „słynący z dzielności”.
Śląski pisarz Konstanty Damrot w swojej pracy o śląskim nazewnictwie z 1896 roku wydanej w Bytomiu. Wymienia dwie nazwy: obecnie funkcjonującą, polską "Dobkowice" oraz niemiecką "Duckwitz" cytując również staropolską nazwę "Dobchowicz" pod jaką wieś została zanotowana w łacińskich dokumentach z 1315 i 1353.